# Vilanova Acedo

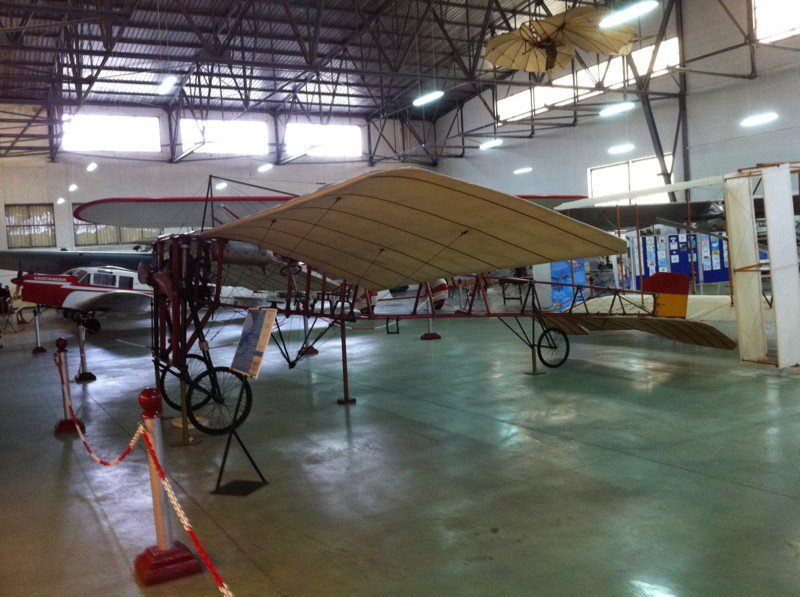
Vilanova Acedo expuesto en el Museo de Aeronáutica y Astronáutica de España (2011).

Vilanova Acedo, avión monoplano, monomotor basado en el Blériot XI, presentado en la Exhibición Nacional y Regional Valenciana en 1910, volando más de dos veces después desde la playa de la Malvarrosa. Actualmente es el aeroplano más antiguo que se conserva en España, desde 1968 en el Museo de Aeronáutica y Astronáutica (Museo del Aire de Cuatro Vientos).

## Historia
Un Blériot XI propiedad de García Cames, pasó a manos de Juan Vilanova por unas deudas económicas con la empresa de calderería valenciana Vilanova Hermanos. Con la ayuda del ingeniero industrial Luis Acedo, reconstruyó el aparato.
La intención inicial de los hermanos Vilanova era fabricar aviones en serie, sin embargo, abandonaron el proyecto y el ejemplar existente terminó en el techo de uno de sus talleres.

## Características
- Longitud 7,85 m
- Envergadura: 9,90 m
- Altura: 2,60 m
- Peso máximo al despegue: 315 kg
- Velocidad máxima: 65 km/h
- Motores: anzani semiradial fijo, de 3 cilindros refrigerados por aire.
- Empuje: 25 CV